# رشدی انور
رشدی انور (به ترکی استانبولی: Rüştü Onur)، (٣ اگوست ١٩٢٠ دورک - ٢ دسامبر ١٩٤٢ استانبول) شاعر ترک که در ٢٢ سالگی بر اثر بیماری سل جان خود را از دست داد. 
در سال‌های بعد از مرگش داستان زندگی کوتاه و شعرهایش به همراه داستان زندگی و مرگ دوست و همراهش مظفر طیب اوسلو که از شاگردان شاعر ترک بهجت نجاتیگیل بوده‌اند، در قالب مجموعه‌های ادبی به نام «شاعران زونگولداغ» منتشر شد.
زندگی وی در فیلمی به نام رویای یک پروانه بر روی پرده سینما به نمایش درآمده است.

## زندگی
رشدی انور در ۳ اگوست ۱۹۲۰ در دِورِک متولد شد. مادرش فکریه و پدرش محمدامین انور نام داشت و معلم یک روستا بود. رشدی فرزند ارشد خانواده بود و دو برادر به نامهای حسین و سِفِت داشت.
او در سال ۱۹۳۳ پس از اتمام تحصیلات ابتدایی در دورک، تحصیلات متوسطه خود را که در قسطمونی آغاز کرده و سپس به تحصیلاتش در دبیرستان محمت چلیکل زونگولداغ ادامه داد.
در ۱۹۳۸ به دلیل ابتلا به بیماری سل مجبور شد یک سال از مدرسه و آموزش فاصله بگیرد. به دلیل فاصله‌ای که از فضای آموزشی گرفته بود، پس بازگشت مجدد به تحصیل در سال بعد نیز موفق به ادامه تحصیل نشد. پس مدرسه را رها کرد و به عنوان دستیار مسئول مالی واردات در شرکت زغال سنگ ارگلی، مشغول به کار شد.
سال‌های ۱۹۴۲–۱۹۴۱ را در حالی که با شدت گرفتن بیماری‌اش بین کار و بیمارستان طی می‌کرد، به همراه بهجت نجاتیگیل که در دبیرستان چلیکل زونگولداغ به مدت یک سال معلم بود و دوست نزدیک شاعرش مظفر طیب اوسلو در روزنامه‌ها و مجله‌هایی که در زونگولداغ چاپ می‌شد و در مجموعه حضور (به ترکی استانبولی: Varlık)  که در استانبول انتشار می‌یافت، شعر و نوشته‌هایش را منتشر کرد.
رشدی انور در پی وخامت اوضاع سلامتی‌اش به استانبول رفت و در بیمارستان مسلولین جزیره هیبلی تحت مداوا قرار گرفت. در رفت‌وآمدهای بین استانبول و زونگولداغ در کشتی آنافارتالار با «مدیحا سس‌سیز» آشنا شد. مدیحا در سالی که دوره متوسطه را در دبیرستان کاندیلی به اتمام رسانده بود پس از موفقیت در آزمون استخدامی کارخانه فولاد کارابوک، برای مدتی در آنجا خدمت کرد. وی در کارابوک به طور ناگهانی بیمار شد و به دلیل عدم تشخیص نوع بیماری‌اش به استانبول رفت و در بیمارستان مسلولین جزیره هیبلی تحت درمان قرار گرفت. او از بیمارستان مرخص شد اما پس از آن بیماری‌اش شدت گرفت. دکتر احمد بیک پزشک اهل بشیکتاش بیماری‌اش را التهاب شکم تشخیص داد اما کار از کار گذشته بود. بدین منوال مدیحا سس‌سیز که از ازدواجش با رشدی زمان زیادی نگذشته بود، درگذشت. از این روی بیماری رشدی انور هم رو به وخامت گذاشت و سپس در دوم دسامبر ۱۹۴۲ در خانه‌ای در کوچه «شاعر لیلا» در بشیکتاش، زندگی را بدرود گفت و در گورستان اورتاکوی به خاک سپرده شد.
در سال ۱۹۵۶ «صالح بیرسل» شعرها و دیگر نوشته‌هایش رشدی انور را در کتابی به نام «رشدی اُنور» جمع‌آوری کرد.
رشدی انور با این باور که به دلیل بیماری عمر کوتاهی خواهد داشت زندگی کرد و در شعرهایش نیز این احساس را بازتاب داد. نام او پس از مرگش همچون دوست شاعرش، مظفر طیب اسلو، که مانند او در جوانی مرده بود، در یادها باقی ماند.

## پس از مرگ
- از سال به بعد ۱۹۸۳ در محل تولدش دِورک به نام او، روز بزرگداشت برگزار می‌شود. در سال ۱۹۸۵ یکی از شعرهایش به نام «وداع» توسط موزیسین ثریا آکاش اجرا گردید.
- رشدی انور قصد داشت در دوران زندگی‌اش مجله‌ای به نام «شهر» منتشر کند که موفق به انجامش نشد. از سال ۲۰۰۴، این نشریه به صورت ماهنامه، در دورک توسط شاعر ابراهیم تیگ در ۷۵ شماره منتشر می‌شود.
- رشدی انور به همراه دوستش مظفر طیب اسلو، موضوع فیلم «رویای یک پروانه» ساخته یلماز اردوغان، که در ۲۲ فوریه ۲۰۱۳ به نمایش درآمد، شد. در این فیلم «مرت فرات» نقش انور را به عهده داشت.
- در دانشگاه تازه تأسیس بولنت اجویت، سالن مطالعه‌ای به نام او نام‌گذاری شده‌است.

## آثار هنری
- رشدی اُنور (منتشر شده پس از مرگ، در ترکیه ۱۹۵۶)
- رشدی انور، زندگی، نوشته‌ها و اشعار ابراهیم تیگ (انتشارات فرهنگ داستانی در ترکیه ۲۰۱۰)
- رشدی انور/ نامه‌ات در مشتم، نامه‌ها، اشعار، ابراهیم تیگ (انتشارات منبع در ترکیه ۲۰۱۳)